# Yan Zoritchak

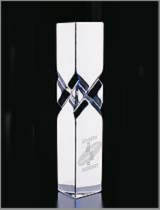
Escultura titulada Obelisco, realizada en cristal de bohemia, que es empleada como trofeo.

Ján Zoričák (Yan Zoritchak) es un vidriero y escultor de origen eslovaco nacido en 1944. Está instalado en Talloires, Francia.

## Vida y obra
Está especializado en la talla de cristal de Bohemia.
Dirige el primer centro de formación consagrado al arte del vidrio en  Aix-en-Provence.
Es el autor de los galardones esculpidos que se entregan en el Festival Internacional de Cine de Animación de Annecy.
Fue miembro del jurado en el  Festival international del cine fantástico de Avoriaz 1993.